# Lamania
Genre
Lamania est un genre d'araignées aranéomorphes de la famille des Pacullidae.

## Distribution
Les espèces de ce genre se rencontrent en Asie du Sud-Est.

## Liste des espèces
Selon World Spider Catalog (version 18.5, 15/11/2017) :
- Lamania bernhardi (Deeleman-Reinhold, 1980)
- Lamania bokor Schwendinger & Košulič, 2015
- Lamania gracilis Schwendinger, 1989
- Lamania inornata (Deeleman-Reinhold, 1980)
- Lamania kraui (Shear, 1978)
- Lamania lipsae Dierkens, 2011
- Lamania nirmala Lehtinen, 1981
- Lamania sheari (Brignoli, 1980)

## Publication originale
- Lehtinen, 1981 : Spiders of the Oriental-Australian region. III. Tetrablemmidae, with a world revision. Acta Zoologica Fennica, vol. 162, p. 1-151.